# شیعیان یمن
شیعیان در یمن حدود ۴۰ درصد از جمعیت یمن را تشکیل می‌دهند.

## انواع شیعیان
- زیدیان
- اسماعیلیان
- شیعیان دوازده‌امامی[۲][۳]

## تاکنون
کشور یمن در جنوبی‌ترین بخش شبه جزیرهٔ عربستان واقع شده‌است. این منطقه از صدر اسلام، از مناطق رشد مذهب شیعه بوده‌است. پایتخت کشور یمن صنعا است. استان صعده، کوهستانی و در ۲۴۳ کیلومتری شمال صنعا و در مرز عربستان قرار دارد. بیشتر بافت جمعیتی مردم صعده را شیعیان زیدی تشکیل می‌دهند.
منطقهٔ یمن، در سال ۱۷۵۰ در قلمروی حکومت عثمانی قرار گرفت. با سقوط امپراتوری عثمانی در پایان جنگ جهانی اول، یمن به سرپرستی بریتانیا درآمد و در سال ۱۹۲۲ استقلال یافت. در گذشته، حکومت یمن در دست امیری ملقب به «امام یمن» بود که شخصاً کشور را اداره می‌کرد. از سال ۱۹۶۲ میلادی حکومت یمن به جمهوری تبدیل شد. در این سال عبدالناصر با استقرار ۶۰٬۰۰۰ نیروی مصری در یمن، حکومت را از زیدی‌ها گرفت و به طرفداران خودش سپرد. در سال ۱۹۷۸ ژنرال علی عبدالله صالح الاحمر که از شیعیان زیدی است، پس از کودتا رئیس‌جمهور یمن شد و تا سال ۲۰۱۲ قدرت را در این کشور در اختیار داشت.

## اکنون
از زمان درگیری دولت یمن با گروه‌های شیعه در شمال این کشور بیش از ۵۶ سال می‌گذرد. در سال ۲۰۰۷ پیمان صلحی میان دو طرف امضا شد که هرگز به آن عمل نشد. سال بعد با میانجی‌گری کشور قطر، دیداری میان نمایندگان دو طرف در دوحه برای انجام مقدمات پیمانی دیگر شکل گرفت. در اوت ۲۰۰۹، علی عبدالله صالح رئیس‌جمهور یمن اعلام کرد مبارزان شیعه مایل به برقراری آرامش نیستند و بدین ترتیب درگیری‌ها را از سر گرفت. کشورهای عربستان سعودی و امارات در حملات ارتش یمن علیه شیعیان این کشور نقش ایفا کردند.
استان صعده به عنوان کانون درگیری‌های میان عربستان و یمن قرار دارد و موقعیت مبارزان شیعه را حساس کرده‌است. یک روزنامهٔ اماراتی تحلیل کرد شعارهایی که مبارزان شیعه سر می‌دهند، یادآور شعارهای ایران است.
حسین الحوثی (نخستین رهبر مبارزان) اصول مذهب زیدیه را به‌گونه‌ای تفسیر کرد که توانست قبایل زیدی را متحد سازد. این قبایل در حاشیهٔ شمالی یمن زندگی می‌کردند و از جانب سنی‌ها که در سال ۱۹۹۰ با هم متحد شده‌بودند، می‌ترسیدند. آموزه‌های وی سبب جایگزینی نگرش سیاسی ضدغربی به‌جای عقاید افراطی آنان گردید.
منطقهٔ یمن در سال ۱۷۵۰ (میلادی) در قلمرو حکومت عثمانی قرار گرفت. با سقوط امپراتوری عثمانی در ۱۹۳۴ (میلادی)، یمن پس از انعقاد قراردادی با انگلستان، به استقلال دست یافت. در گذشته حکومت یمن در دست امیری ملقب به «امام یمن» بود که شخصاً کشور را اداره می‌کرد. از سال ۱۹۶۲ (میلادی) حکومت یمن به جمهوری تبدیل شد.
در سال ۱۹۶۲ (میلادی)، عبدالناصر با استقرار ۶۰۰۰۰ نیروی مصری در یمن، حکومت را از زیدی‌ها گرفت و به لاییک‌ها سپرد. پیش از آن امامیان شیعه در یمن نزدیک به ۱۲۰۰ سال حکومت کرده بودند. در این سال حکومت جمهوری اعلام شد و حکومت شیعیان پایان گرفت. ژنرال "علی عبدالله صالح‌الاحمر " پس از کودتا رئیس‌جمهور یمن شد که تاکنون باقی مانده‌است.
قبایل، تأثیرگذاری زیادی در ساختار سیاسی و فرهنگی یمن دارند. خاندان «الاحمر» از خاندان‌های مهم زیدی یمن هستند که دارای قرابت ویژه‌ای با وهابی‌های عربستان‌سعودی هستند. «عبدالله الاحمر» که از خویشاوندان ژنرال صالح است و شیخ‌الشیوخ قبایل یمن به‌شمار می‌رود رئیس مجلس این کشور و دومین شخص متنفذ و قدرتمند در عرصهٔ سیاسی کشور است.
بحران داخلی یمن از سال ۲۰۰۴ و با موضع‌گیری شیعیان زیدی ضد آمریکا و اسرائیل آغاز شد. طی این درگیری‌ها بسیاری از شیعیان یمن شامل زیدی‌ها و دوازده‌امامی‌ها کشته‌شدند.

### اعتقادات
بیشتر مردم یمن، اهل‌سنت شافعی هستند. پس از آنان، جمعیت شیعیان زیدی بیشتر است. مذهب زیدی، آمیزه‌ای از تشیع با اندیشه‌های معتزلی و اندکی از مذهب حنفی است. مذهب زیدی و شیعهٔ دوازده‌امامی در فقه نزدیک به ۹۰٪ مشترک‌اند. زیدی‌ها به ولایت و عصمت ۵ تن از اهل‌بیت، خلافت علی بن ابی‌طالب، امامت امامان از نسل امام حسین و ظهور قائم و قیام جهانی او و بایستگی یاری به او باور دارند.
شیعیان دوازده امامی این کشور نیز اقلیت مذهبی و قشر محروم این کشور هستند که بیشتر آنان در استان صعده و برخی در صنعا زندگی می‌کنند.
۵ میلیون نفر از جمعیت یمن از سادات هستند که روی هم‌رفته از ۲۰۰ خانواده‌اند. ۹۰٪ آن‌ها سادات حسنی و ۱۰٪ از سادات حسینی هستند. بیشتر سادات یمن از فرزندان «یحیی الامام الهادی بن الحسین بن القاسم الرسی» از نوادگان حسن بن علی هستند که برادرش هم در یمن بود. «یحیی» در سال ۲۶۰ ه‍. ق در زمان حکومت عباسی از مدینه به یمن رفت. پیش از آن همهٔ مردم یمن سنی بودند. پس از ورود وی به یمن شیعیان رشد پیدا کردند.
الحوثی‌ها، گروه شیعه زیدی در شمال یمن در استان صعده هستند. این گروه به «بدرالدین الحوثی» منسوب است و در سال‌های دههٔ ۸۰ تشکیل شده‌است. آنان تاکنون برای گرفتن حقوق شیعیان ۶ بار با حکومت یمن جنگیده‌اند. الحوثی‌ها به محدود بودن فعالیت‌های دینی، سیاسی و تلاش برای نابودی فرهنگ و باورهای زیدی‌ها از سوی دولت و سیاست‌های محدودکنندهٔ دولت در زمینهٔ عمرانی و توسعه در استان صعده معترض هستند.
پس از پیروزی انقلاب اسلامی ایران شیعیان دوازده امامی یمن که قبل از آن بسیار کمیاب بودند جهش جمعیتی داشتند. زیدی‌ها بر این باورند که در هر زمانی حکومت تنها حق سادات از نسل «حسن بن علی» و «حسین بن علی» است و حکومت هر کس جز آنان غصبی است.

## حکومت یمن
«علی عبدالله صالح» در سال ۱۹۹۰ و پس از آنکه ۱۲ سال ریاست جمهوری یمن شمالی را در اختیار داشت با اتحاد دو بخش شمالی و جنوبی یمن ۱۹ سال است که رئیس‌جمهور یمن متحد است. او از سال‌های میانی دهه ۲۰۰۰ با ایالات متحده آمریکا و عربستان سعودی قراردادهایی به امضا رساند. پس از آن اعلام کرد به هر نحو حتی با توسل به گزینه نظامی، گروه الحوثی را در صعده سرکوب خواهدکرد.
صالح در زمان جنگ ایران و عراق با اعزام سربازان گارد ریاست جمهوری یمن به نبرد با نیروهای ایران به کمک صدام شتافت.
دولت یمن، به دولت عربستان بسیار نزدیک است. این امر باعث افزایش فشار بر شیعیان ساکن در استان‌های مرزی یمن با عربستان شده‌است.
قبایل، تأثیر زیادی در ساختار سیاسی و فرهنگی یمن دارند. خاندان «الاحمر» از خاندان‌های مهم زیدی یمن هستند که به وهابی‌های عربستان سعودی بسیار نزدیک‌اند. «عبدالله الاحمر» که از خویشاوندان «ژنرال صالح» است و شیخ‌الشیوخ قبایل یمن به‌شمار می‌رود رئیس مجلس این کشور و دومین شخص با نفوذ و قدرتمند در عرصه سیاسی کشور است. از زمانی که اتحاد این دو فرد دستخوش مسائلی شد، حالتی دوقطبی در عرصه سیاسی یمن حکمفرما شده‌است.

## درگیری‌های دولت و شیعیان

نقشهٔ جزئیات کش‌مکش‌های یمن
در دست انصارالله یمن
در دست نیروهای طرفدار منصور هادی
در دست القاعده یا انصارالشریعه (وفادار به داعش)
در دست مجلس انتقالی جنوب

از پیامدهای حادثهٔ ۱۱ سپتامبر ۲۰۰۱، شکل‌گیری پیمان‌هایی با عنوان ضدتروریستی با رهبری آمریکا در مناطق گوناگون جهان بود. دولت یمن به عنوان یکی از مهم‌ترین هم‌پیمانان آمریکا در خاورمیانه در این طرح قرار گرفت. حضور نیروهای نظامی و جاسوسی آمریکایی‌ها در یمن و نیز سفرهای مخفیانه برخی هیئت‌های اسرائیلی به صنعا افزایش‌یافت. اعتراض‌های فراوانی به این کار در یمن صورت‌گرفت.
درگیری بین شیعیان شمال یمن و دولت مرکزی از سال ۲۰۰۴ آغاز شد. دولت، ساکنان این منطقه را به تلاش برای جدایی‌خواهی و احیاء حکومت شیعه در این منطقه که در کودتایی ۱۹۶۲ سرنگون شده‌بود، متهم می‌کند. درحالی‌که گروه الحوثی با رد این اتهام می‌گوید مبارزان و شیعیان این منطقه تنها خواهان برخورداری از حقوق طبیعی و انسانی خود هستند که دولت مرکزی تحت فشار وهابیان افراطی عربستان از آنان این حقوق طبیعی را سلب نموده‌است.
عربستان سعودی در این درگیری‌ها نقش پررنگی دارد. برخی این موضوع که یمن فقیرترین کشور عرب و از ده کشور فقیر دنیاست، دلیلی برای نقش دیگر کشورها از جمله عربستان در این درگیری‌ها می‌داند.
درجریان درگیری‌های سال‌های ۲۰۰۴ تا ۲۰۰۹ میلادی نزدیک به ۴۰۰۰ تن از نیروهای دوطرف کشته و بنا بر گزارش کمیساریای عالی سازمان ملل متحد بیش از ۲۰۰٬۰۰۰ نفر آواره شده‌اند. به گفته حوثی‌ها، عربستان بیش از ۷۰ بار با جنگنده‌های خود این منطقه را بمباران کرده‌است.
دولت یمن اجازه حضور رسانه‌های خبری مستقل در منطقه عملیات در شمال این کشور را نمی‌دهد.
سازمان‌های حقوق بشر یمن حملات هوایی نیروهای یمن، عربستان و آمریکا علیه ساکنان استان سعده را محکوم کردند و آن را جنایات جنگی دانستند.

### از قیام الحوثی تا مرگ وی
حسین بدرالدین حوثی، نمایندهٔ شیعیان صعده در مجلس و دبیرکل حزب الحق که به تدریس و تفسیر قرآن و نیز برگزاری مراسم مذهبی برای شیعیان صعده می‌پرداخت، در ۱۷ ژانویه ۲۰۰۲ خواستار تحریم کالاهای آمریکایی و اسرائیلی شد. وی شعار الله اکبر، مرگ بر آمریکا، مرگ بر اسرائیل، نفرین بر یهود و پیروز باد اسلام را شعار رسمی شیعیان منطقه اعلام کرد و در مورد قضایای پیش‌آمده از مسلمانان خواستار تمسک به آموزه‌های قرآن و اهل‌بیت شد.
پس از این خواسته حوثی، جمعیت زیادی از مردم یمن از آن استقبال کردند. گروهی از جوانان شیعه، گروهی را با نام «الشباب المومن» شکل دادند که مبارزه و مخالفت با آمریکا و اسرائیل و مخالفت با هم‌پیمان‌شدن دولت یمن و آمریکا را دنبال می‌کرد. در نماز جمعه مسجد جامع صنعا، شعارهای حوثی سرداده‌شد.
رئیس‌جمهور یمن در این راستا در سال ۲۰۰۴ در نشست سران ۸ کشور صنعتی در آمریکا حضور یافت و تلاش کرد کمک و حمایت این کشورها را به‌دست‌آورد. صالح بلافاصله پس از بازگشت از آمریکا، با دستوری به نیروهای ارتش، حمله سراسری به صعده و به‌ویژه مناطق نشور، آل‌صیفی، ضحیان و مران را خواستار شد. بلافاصله، جنگنده بمب‌افکن‌های ارتش به پشتیبانی صدها دستگاه تانک و توپ، به این مناطق حمله کردند.
دولت یمن در این رابطه سانسور شدید خبری را بکارگرفت و خبرنگاران شبکه‌های تلویزیونی از جمله الجزیره، العربیه و العالم را اخراج کرد و ۳ ماه به بمباران مناطق شیعه‌نشین شمال پرداخت. در ۱۰ سپتامبر ۲۰۰۴ با تصرف شهر مران و کشته شدن سید حسین الحوثی توسط دولت، پایان جنگ رسماً اعلام‌شد.
حکومت برای دستگیری حسین بدرالدین حوثی ۵۵۰۰۰ دلار جایزه گذاشت. در ۱۰ سپتامبر ۲۰۰۴ ارتش یمن، حسین بدرالدین حوثی و برادرش و ۲۰ نفر از پیروانشان را در مران کشتند.
سازمان عفو بین‌الملل شمار تلفات غیرنظامیان را تا آن‌هنگام ۵۰۰ تا ۱۰۰۰ تن برآورد کرد.

### جنگ دوم ارتش یمن
پس از مرگ الحوثی نبردهایی میان حوثی‌ها و ارتش یمن ادامه یافت که «جنگ دوم ارتش یمن» نام گرفت.
در ۱ آوریل ۲۰۰۵ پس از تلاش شورشیان برای حمله به یک پایگاه نظامی در شمال نیشور، درگیری‌ها از سر گرفته شد. ۱۰ سرباز و ۶ شورشی در این درگیری کشته‌شدند. روز بعد درگیری‌ها به نزدیکی استان صعده رسید که در پی آن ۲۰ تن دیگر از شیعیان جان‌باختند.
این حملات در اواخر ژانویه ۲۰۰۵ آغاز شد که با گسترش عملیات نظامی، از کوه مران به شهرستان حیدان رسید. علامه بدرالدین حوثی پدر حسین حوثی، رهبری این نبرد را از طرف شیعیان برعهده گرفت. در همان آغاز جنگ ۲۳ تن از الحوثی‌ها و ۸ تن از نیروهای ارتش کشته‌شدند و نیروهای دولتی ۵۱ تن از مبارزین را دستگیر کردند.
بدرالدین الحوثی پس از کشته شدن فرزندش سکونتش در صنعا را رها کرد و به کوهستان‌های سخت‌گذر صعده رفت. وی که فردی فقیه و بسیار موجه از نظر فقهی و علمی در یمن بود، پیشنهاد دولت برای را برای دریافت حقوق ماهیانه و همراه داشتن ۲۰۰ محافظ برای تردد در کشور نپذیرفت و به نبرد با دولت مرکزی در شمال یمن پرداخت. شهروندان ساکن نشور و حیدان پس از جنگ دوم دولت یمن علیه شیعیان، به کوه‌های اطراف پناه‌بردند.
در ۲۷ مارس ۲۰۰۵، دولت یمن پایان جنگ دوم را اعلام‌کرد.

### فشارها و کشتار پس از جنگ دوم
پس از پایان جنگ دوم با وجود اعتراضات داخلی و بین‌المللی به کشتار شیعیان یمن، مبارزان شیعه مانعی برای تقویت روابط دولت یمن با آمریکا و عربستان سعودی بودند. در این اثنا دولت یمن به تقویت فشارها و محدودیت‌ها بر شیعیان و کشتار آنان روی آورد. سادات هدف حملات نظامی قرار گرفتند و جلوی برگزاری هرگونه مراسم مذهبی گرفته شد. عصام‌العماد از علمای شیعه یمن در این باره می‌گوید: «دولت یمن به دستور ژنرال علی عبدالله صالح به مساجد شیعیان حمله کرد، تمامی کتاب‌های مقدس از جمله نهج‌البلاغه و صحیفه سجادیه در صعده و صنعا جمع‌آوری شدند و با کامیون به میدان مرکزی شهر صنعا به نام «ساحةالحریة» (میدان آزادی) برده شدند و در برابر چشم مردم پایتخت به آتش کشیده شدند. نیروهای نظامی به فرماندهی ژنرال علی محسن الاحمر حملاتی به مناطق شیعه‌نشین داشتند و در این میان سلاح‌های شیمیایی و بمب‌های خوشه‌ای به‌کار بردند. برای بازدارندگی از جنبش شیعیان نظامیان یمنی از جمله پس از سوزاندن پیکرهای برخی رزمندگان شیعه، آنان را با طناب به خودروهای نظامی بستند و پیشاپیش چشم مردم کیلومترها روی خاک کشیدند.»

### جنگ سوم
جنگ سوم در مارس ۲۰۰۶ به رهبری عبدالملک الحوثی برادر کوچک حسین آغاز شد. آغاز این جنگ در دفاع از پایگاه‌های شیعیان زیدی بود که از سوی نیروهای ارتش بدان‌ها تجاوز شده بود. محدوده جغرافیایی آن شامل شهرستان‌های حومه صعده همچون ساقین، المجز و حیدان بود که در ادامه این دامنه گسترش یافت و تا مرکز استان صعده کشیده‌شد.
این جنگ در برههٔ مسائل انتخابات ریاست جمهوری و شهرداری‌ها در دسامبر ۲۰۰۶ با توافقی میان طرفین متوقف‌شد.
نیروهای دولتی با هدف اعلامی آزادی برخی سربازان که به اسارت درآمده‌بودند به یکی از استحکامات الحوثی‌ها در ارتفاعات هجوم بردند و در ابتدای حمله بیش از ۸۰ نفر از آنان کشته‌شدند.
دولت یمن پاکسازی مناطق شیعه‌نشین در سراسر کشور را هدف خود اعلام کرد و از جمله پایتخت (صنعا)، مأرب، جوف، حجه و دیگر شهرها را تحت حملاتی شدید قرار داد. در این حملات صدها تن از فعالان سیاسی و فرهنگی را دستگیر و روانه زندان کرد.

### جنگ چهارم
جنگ چهارم در آوریل ۲۰۰۷ رخ داد. در این جنگ جنبش جوانان مؤمن تمامی استان صعده را به محل عملیات نظامی علیه ارتش یمن تبدیل کرد و در آن به مؤسسات و نهادهای دولتی، امنیتی و نظامی آسیب و خسارات جدی وارد شد. در این جنگ مانند جنگ‌های پیشین، الحوثی‌ها از عملیات چریکی علیه ارتش یمن استفاده می‌کردند.
این جنگ با عقب راندن ارتش یمن از مواضع و استحکامات کوهستانی شیعیان پایان یافت. پس از آن عبدالملک الحوثی برادر حسین بدر الدین به عنوان رهبر شیعیان زیدی شناخته‌شد.

### جنگ پنجم
این جنگ در فوریه ۲۰۰۸ و با رهبری عبدالمالک حوثی شروع شد. حوثی‌ها از سلاح‌های متوسط و سنگین علیه ارتش استفاده کردند.
دایره عملیاتی این جنگ استان صعده، منطقه بنی حشیش (بخشی از صنعا) و منطقه حرف سفیان (بخشی از استان عمران) بود و نشانگر گسترش دامنه عملیات نظامی و تحول کیفی در عملکرد نظامی حوثی با صنعا بود که باعث ایجاد نگرانی برای مقامات دولتی شد.

### توافقنامه دوحه
ژنرال علی عبدالله صالح در این شرایط میانجیگری قطر را پذیرفت. دو طرف به توافقاتی در این زمینه دست یافتند. بر اساس توافقنامه دوحه که با نظارت امیر قطر جهت برقراری صلح میان حوثی‌ها و دولت یمن به امضا رسید دو طرف متعهد می‌شدند که عملیات نظامی علیه یکدیگر را متوقف کنند. دولت یمن باید حوثی‌ها را مورد بخشش قرار می‌داد و اسیران دوطرف باید آزاد می‌شدند. حوثی‌ها باید سلاح‌هایی را که از نیروهای دولتی به غنیمت گرفته‌بود به ارتش بازمی‌گرداند. کنترل استان صعده برعهده دولت مرکزی بود و گروه حوثی برای فعالیت خود باید یک حزب سیاسی تشکیل می‌داد.
این توافقنامه فقط دربارهٔ تبادل اسیران جنبه اجرایی به خود گرفت و دیگر بندهای آن اجرایی نشد. دوطرف درگیر، یکدیگر را به نقض مفاد توافق دوحه متهم می‌کنند.

### جنگ ششم (عملیات زمین سوخته)
جنگ ششم در اوت ۲۰۰۹ آغاز شد. این جنگ، تمام عیار و گسترده بوده و کشتارها و قتل‌عام‌ها، از عصبانیت و فشارهای روانی فرماندهان ارتش صنعا در اثر کسب نشدن مقاصد در جنگ‌های گذشته خبر می‌دهد. این جنگ با هماهنگی سیاسی، نظامی و امنیتی میان ریاض و صنعا انجام گرفت.
کشتار کودکان و زنان شیعی در صعده و روستاهای محروم بی‌ثمر بودن برنامه‌ها و طرح‌های راهبردی دولت یمن را نشان میش دهد. در این جنگ صدها نفر از مردم و نیروهای نظامی کشته شدند و صدها تن از علما و فعالان سیاسی و فرهنگی به دست نیروهای امنیتی ترور شده یا به زندان افتادند.
رهبری شیعیان در این جنگ با سید عبدالملک طباطبایی حوثی و سید یحیی، برادران سید حسین بوده‌است. سید یحیی از نمایندگان مجلس یمن بود که مجلس نمایندگان مصونیت سیاسی وی را سلب و اینترپل را موظف به بازداشت وی کرده‌است.
عبدالله عیظه الرزامی فرمانده رزمندگان شیعه از ابتدای جنگ نخست دولت علیه شیعیان، فعالیت‌هایش در سایه بوده اما اقتدار وی و نیروهای تحت امرش به حدی بوده که مردم یمن از او با عنوان «مالک اشتر زمان» یاد می‌کنند. الرزامی اکنون به عنوان دست راست سید عبدالملک عمل می‌کرد.
جنگ ششم نشانگر تقویت اقتدار نظامی و عملیاتی شیعان در رویارویی با نیروهای دولتی است. شیعیان تا نیمه‌های جنگ موفق به انهدام سه فروند هواپیمای جنگنده سوخو، یک فروند بالگرد نظامی و ده‌ها دستگاه از تانک‌های ارتش شده و بیش از ۷۰ پایگاه نظامی عربستان سعودی را در استان‌های یمنی اشغال شده (نجران، جیزان و عسیر) اشغال کرده و علاوه بر به غنیمت گرفتن تمامی سلاح‌های متوسط و سنگین موجود در این پایگاه‌ها توانستند تا پایان جنگ ششم این مواقع را در تصرف خود داشته باشند.
از ۱۱ اوت ۲۰۰۹ درگیری‌ها بالا گرفت و ششمین جنگ (عملیات زمین سوخته) میان دوطرف آغاز شد. این درگیری با توجه به دخالت آشکار عربستان سعودی از دولت یمن و تحریک مستقیم ژنرال علی عبدالله صالح توسط عربستان برای سرکوب شیعیان یمن به خاک این کشور (عربستان سعودی) هم کشیده‌شد و سبب شد ارتش عربستان به مواضع این گروه حمله کند. در این درگیری‌ها حکومت مرکزی یمن و مداخله برخی کشورها (عربستان و آمریکا) در یک طرف و مبارزان حوثی و القاعده و جدایی‌طلبان جنوب این کشور در طرف دیگر بودند. این درگیری‌ها در ۱۲ فوریه ۲۰۱۰ با فرونشستن ناآرامی‌ها و تمایل دوطرف برای مذاکره پایان یافت.